# Austroleon dispar
Austroleon dispar is een insect uit de familie van de mierenleeuwen (Myrmeleontidae), die tot de orde netvleugeligen (Neuroptera) behoort. 
Austroleon dispar is voor het eerst wetenschappelijk beschreven door Banks in 1909.